# 平野伝吉
平野 伝吉（ひらの でんきち、生没年不詳）とは明治時代の東京の地本問屋。

## 来歴
明治時代に東京の芝宮本町において地本問屋を営業している。主に3代目歌川広重の錦絵を出版している。

## 作品
- 3代目歌川広重 「東京名所浅草公園地」 明治14年（1881年）
- 3代目歌川広重 「東京名所之内 赤坂仮皇居御出門之図」[1]